# عبدالحسین طباطبایی
عبدالحسین طباطبایی (۱۲۹۹ در کازرون) نماینده دوره ۲۱ تا ۲۳ مجلس شورای ملی از حوزه انتخابیه کازرون بود.
وی تحصیلات دانشگاهی خود را در رشته حقوق در دانشگاه تهران ادامه داد. طباطبایی پیش از ورود به مجلس رئیس دادگاه عالی جنائی فارس بود.
وی در طول دوران نمایندگی خود در کمیسیون‌هایی چون دادگستری، تحقیقِ سوالات، امور استخدام و سازمان‌های اداری، پست و تلگراف و برنامه فعالیت داشت.